# Everybody Hurts
Everybody Hurts ist ein Lied der US-amerikanischen Rockband R.E.M. aus ihrem achten Studioalbum Automatic for the People. Es wurde am 5. April 1993 als Single veröffentlicht und erreichte Platz 29 in den amerikanischen Billboard Charts.

## Entstehung
Das Lied wurde hauptsächlich von R.E.M.-Schlagzeuger Bill Berry geschrieben. Die Band arbeitete dann ein Arrangement aus, das von John Paul Jones, dem Bassisten von Led Zeppelin, einen Streicherpart erhielt. Bill Berry selbst spielte auf der Aufnahme nicht, sondern wurde durch eine Drummachine ersetzt.

## Inhalt
Das Lied hat einen für R.E.M. eher untypischen, sehr simplen Text, der sich gegen Suizide wendet. Dies ist darauf zurückzuführen, dass sich das Lied hauptsächlich an Teenager richtet und Michael Stipe nicht wollte, dass die Jugend sich  „um Metaphern kümmern muss“. Der Text appelliert an den Zuhörer, das Leben nicht so schlimm zu sehen, da es jedem (von uns) manchmal schlecht gehe. Die Akkorde des Liedes sind ähnlich dem Inhalt innerhalb der Strophen eher simpel gehalten (D-Dur und G-Dur). In der Bridge kommen aber auch Modulationen in andere Tonarten vor, ohne den Raum einfacher Dur/Moll-Akkorde zu verlassen.

## Veröffentlichung
Everybody Hurts wurde am 5. April 1993 als Single veröffentlicht, mit dem Titel Mandolin Strum als B-Seite. Am 5. Oktober 1993 erschien es auf dem Album Automatic for the People. Es ist auf der Kompilation In Time: The Best of R.E.M. 1988–2003 und auf R.E.M. Live enthalten.
Am 7. Februar 2010 wurde das Lied in einer neuen Version von Simon Cowell veröffentlicht, um Gelder für die Erdbebenopfer von Haiti zu sammeln.

## Rezeption

### Charts und Chartplatzierungen
| ChartsChartplatzierungen        | Höchstplatzierung | Wochen |
| ------------------------------- | ----------------- | ------ |
| Deutschland (GfK)               | 83 (1 Wo.)        | 1      |
| Vereinigte Staaten (Billboard)  | 29 (20 Wo.)       | 20     |
| Vereinigtes Königreich (Gallup) | 7 (14 Wo.)        | 14     |

| ChartsJahrescharts (1993)       | Platzierung |
| ------------------------------- | ----------- |
| Vereinigtes Königreich (Gallup) | 53          |

### Auszeichnungen für Musikverkäufe
| Land/Region                  | Auszeichnungen für Musikverkäufe (Land/Region, Auszeichnung, Verkäufe) | Verkäufe |
| ---------------------------- | ---------------------------------------------------------------------- | -------- |
| Australien (ARIA)            | Gold                                                                   | 35.000   |
| Dänemark (IFPI)              | Gold                                                                   | 45.000   |
| Frankreich (SNEP)            | Silber                                                                 | 125.000  |
| Italien (FIMI)               | Platin                                                                 | 60.000   |
| Spanien (Promusicae)         | Platin                                                                 | 60.000   |
| Vereinigtes Königreich (BPI) | Platin                                                                 | 600.000  |
| Insgesamt                    | 1× Silber · 2× Gold · 3× Platin ·                                      | 925.000  |

Hauptartikel: R.E.M./Auszeichnungen für Musikverkäufe